# Ignacy Gurowski

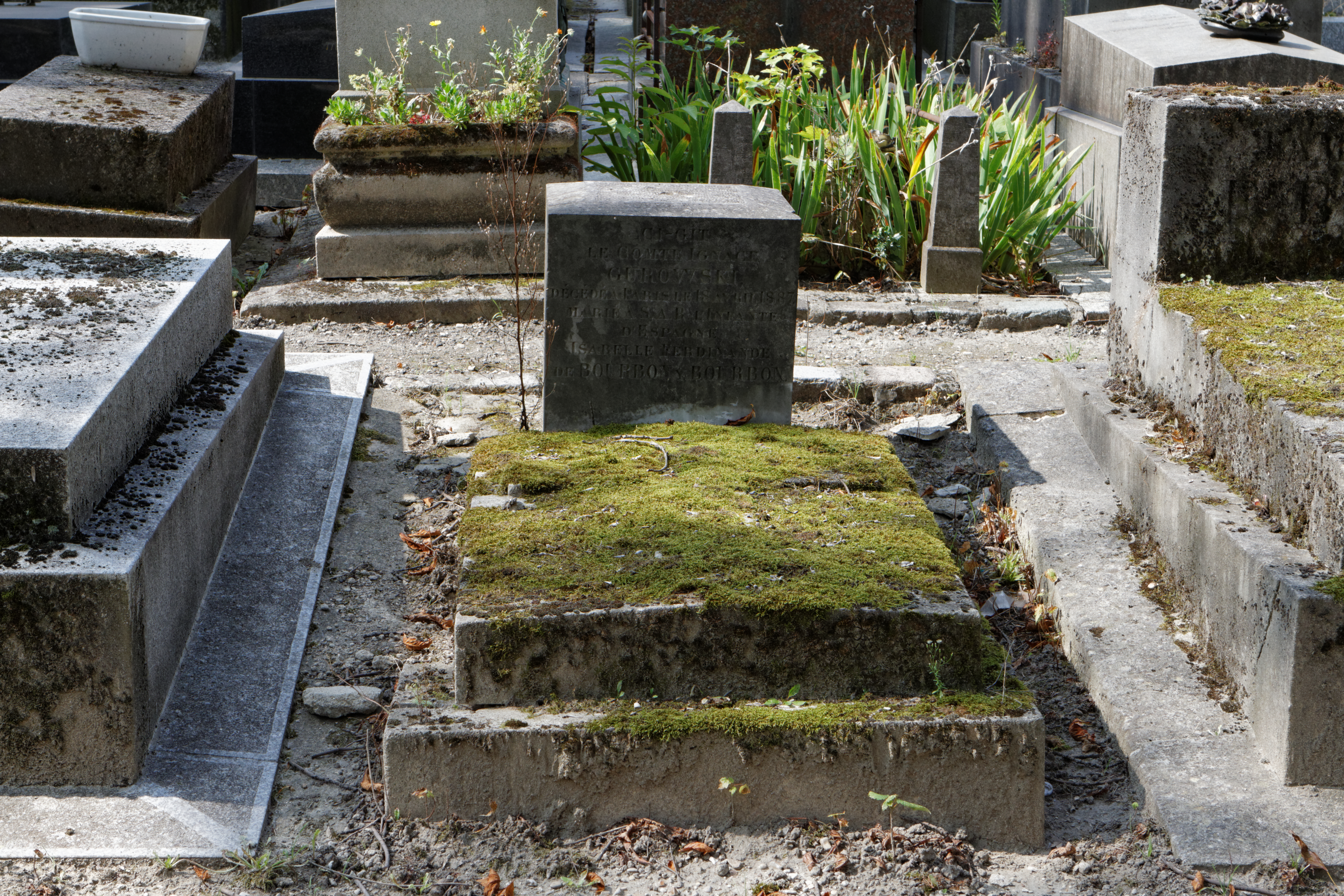
Ignacy Gurowski, Cementerio del Père-Lachaise

Ignacy Gurowski (Kalisz, 17 de mayo de 1812 - París, 18 de abril de 1887) fue un aristócrata polaco, poseedor de los títulos de conde Gurowski, duque de Possen, señor de Allendorf y grande de España tras su matrimonio con la infanta Isabel Fernanda de Borbón, sobrina del rey Fernando VII.
Estudió en las universidades de Varsovia y Heidelberg. En 1834 se instaló en París, donde llevó una vida licenciosa junto al marqués de Custine, en cuya casa vivió durante cinco años. En París conoció a la infanta española Isabel Fernanda de Borbón, hija de Francisco de Paula de Borbón y de Luisa Carlota de Borbón-Dos Sicilias y, por tanto, sobrina del rey Fernando VII. La relación de ambos jóvenes causó escándalo, pues Gurowski se fugó con la infanta y se casó en secreto con ella. La familia de Isabel Fernanda se oponía a esta relación, pero terminó concediendo una renta a la pareja, que se instaló en Bruselas. Gurowski fue nombrado grande de España e incluso realizó gestiones diplomáticas ante Napoleón III por encargo de la reina Isabel II.
El matrimonio tuvo ocho hijos, cuatro de los cuales murieron muy niños.
Gurowski murió en 1887 en París, ciudad a la que se había trasladado el matrimonio un año antes. Fue enterrado en el Cementerio del Père-Lachaise.